# Крисько Левко
Левко Крисько (псевдо: «Кріс», «Горинь») (* 5 жовтня 1907, с.Унятичі, Дрогобицький район, Львівська область — ? після 1942) — бойовик ОУН, четар Карпатської Січі, командир школи УПА «Дружинники».

## Життєпис
Народився 5 жовтня 1907 у селі Унятичі (тепер Дрогобицького району Львівської області). Пластун 18-го куреня ім. І. Франка в Дрогобичі.
Учасник нальотів на банки в Дрогобичі і Трускавці. Провідник Трускавецької боївки ОУН.

### У вишкільних таборах хорватськихУсташівв Італії
Втік за кордон від польської поліції. У 1934 році проходив вишкільні курси у таборах хорватських націоналістів «Усташів» в Італії. Разом з ним, під керівництвом Михайла Колодзінського, вишкіл проходили Михайло Гнатів, Григорій Файда, Григорій Купецький, Роман Куцак (псевдо «Крук») та інші.

### В Карпатській Січі
З жовтня 1938 року в Карпатській Україні, член Головної Команди Карпатської Січі у званні четаря.
14 березня 1939 року брав активну участь в обороні «Січової Гостинниці» (у якій знаходилась Головна Команда Січі) перед наступом чеської армії.

Зліва доправа — Степан Охримович, Зенон Коссак, Лев Крисько.

### В ДУН та УПА
Згодом у 1941 році командир сотні батальйону Роланд у званні поручник.
Ад'ютант командира вишкільного полку «ім. Холодного Яру» у Рівному — 1941, поручник.
1942 — в'язень німецьких тюрем.
Інструктор підстаршинської школи в УПА-Північ, 1943 — командир школи УПА «Дружинники» — на Поліссі, ліси Степанського району, одночасно виконував обов'язки по обороні внутрішнього кільця оборони УПА на Волині. Викладачами стають колишні офіцери армії УНР, Червоної армії, учасники українських легіонів «Нахтігаль» і «Роланд». Приблизно 60 курсантів від серпня до грудня 1943 року проходили підготовку, після складення іспитів школа припинила діяльність.
Подальша доля на даний час невідома.